# Багдадский проспект
Багдадский проспект (тур. Bağdat Caddesi) или кратко называемая просто Проспект — улица в азиатской части Стамбула. Берёт своё начало в районе Кызылтопрак и, пересекая ряд районов в азиатской части города, заканчивается в ильче Малтепе. На улице расположено большое количество магазинов, что делает эту улицу своеобразной «меккой» шопинга. Однако в отличие от района Лалели в европейской части Стамбула, здесь сосредоточены магазины модных марок одежды, предназначенные для розничной торговли. Во многих городах Турции существуют свои «Багдадские проспекты», как правило самые длинные улицы городов, не обязательно являющиеся центральными. Например в городе Кайсери улица тянется на 3 километра.

## История
На месте проспекта, ещё во времена Византийской империи существовала дорога, которая связывала Константинополь с Анатолией. Чаще всего она использовалась торговыми караванами и армией. Такое значение улица сохраняла и после захвата турками Константинополя в 1453 году. Своё имя она получила во время правления османского султана Мурада IV. По этой дороге султан отправился во главе своего войска на захват Ирака и Багдада. После триумфального возвращения в Стамбул в 1639 году, султан повелел назвать эту дорогу — «Багдадской дорогой».